# Scafell Pike
Scafell Pike (wym. [ˈskɔːˈfɛl]) – szczyt w pasmie Southern Fells w Krainie Jezior. Leży w Anglii w hrabstwie Kumbria. Jest to najwyższy szczyt Anglii, a trzynasty pod względem wysokości na Wyspach Brytyjskich. Znajduje się na terenie Parku Narodowego Lake District.